# Phänomenta Lüdenscheid

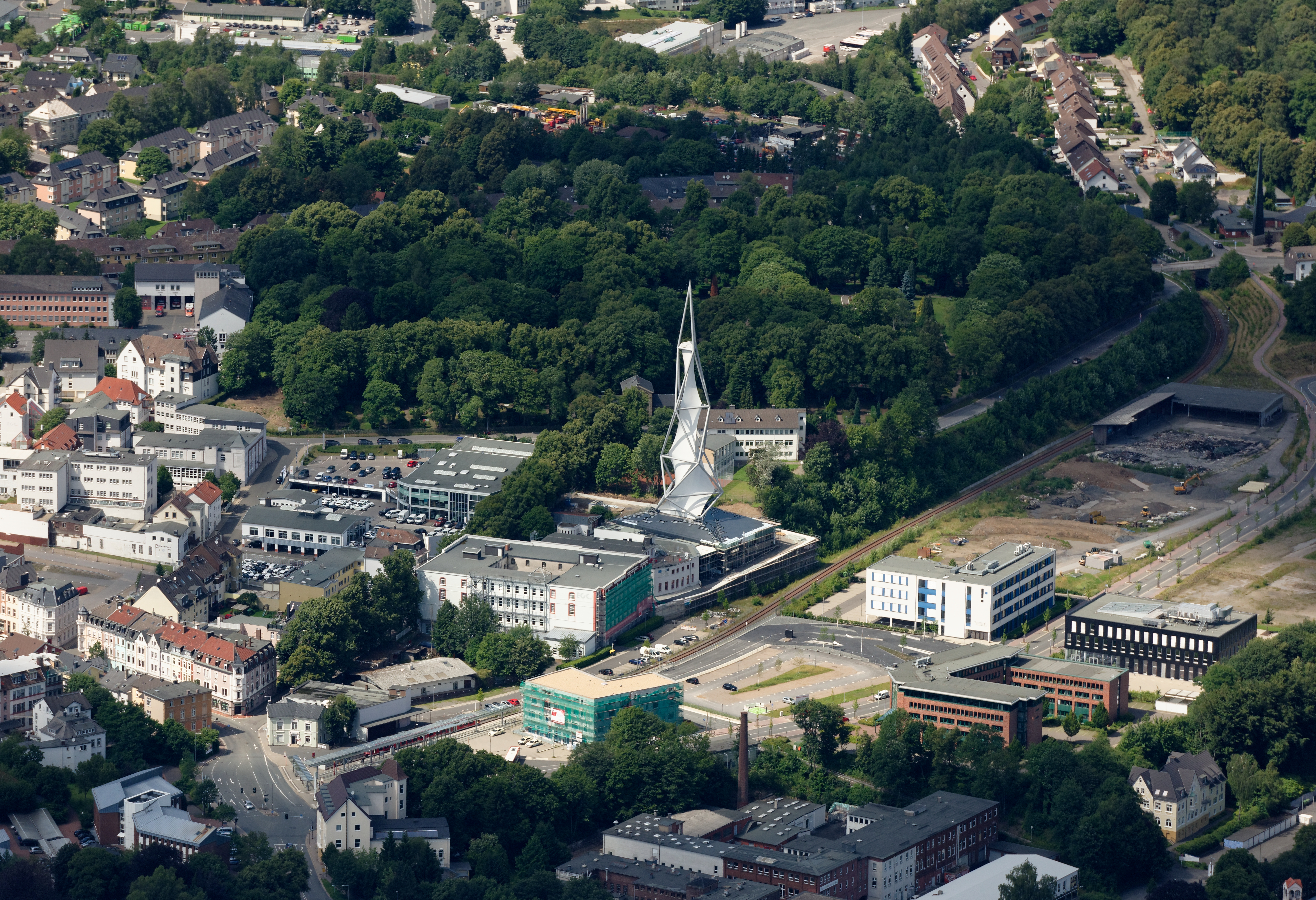
Phänomenta-Gebäude und Umgebung auf einem Luftbild

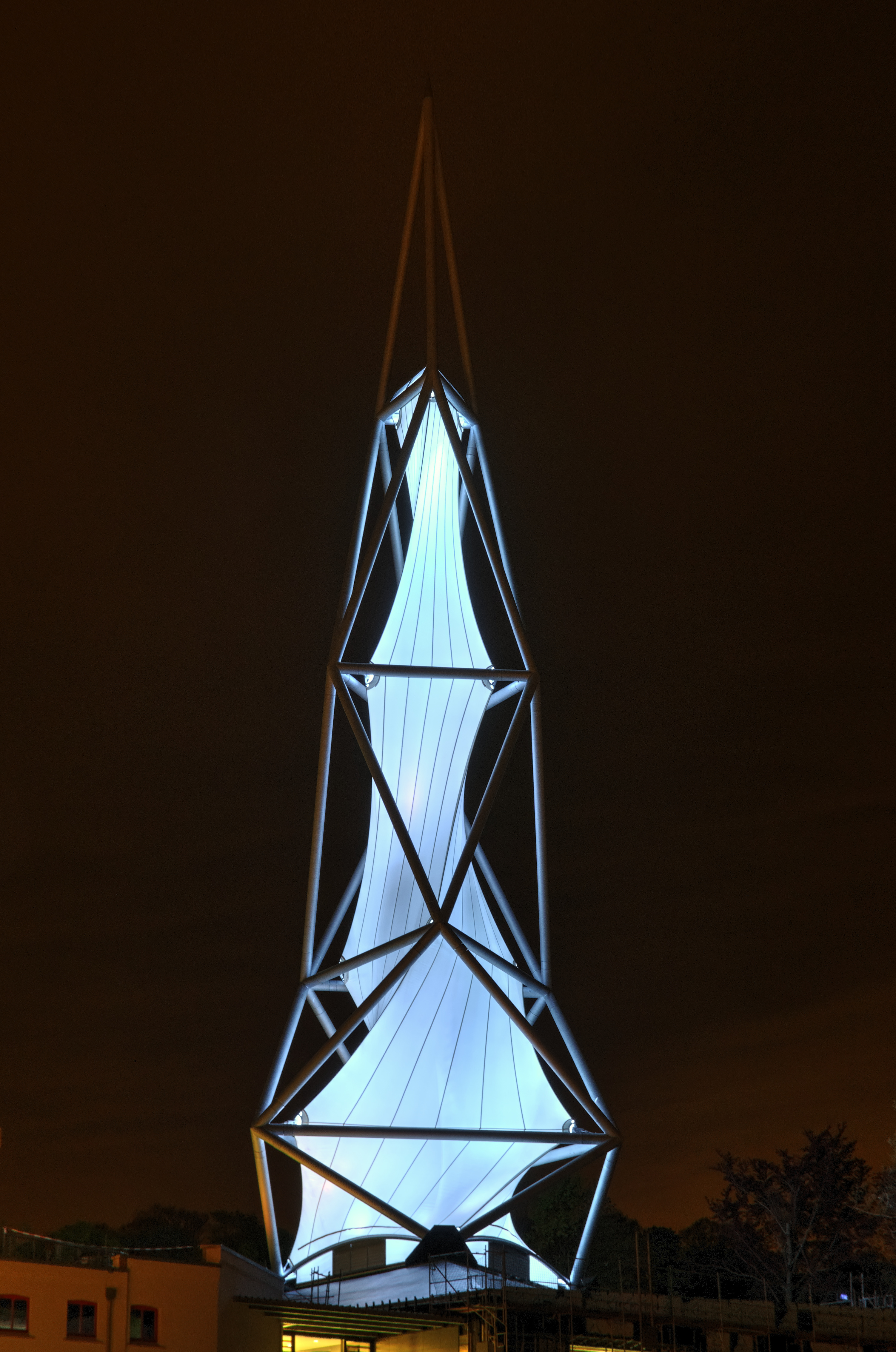
Beleuchteter Turm der Phänomenta bei Nacht

Die Phänomenta Lüdenscheid (Eigenschreibweise: PHÄNOMENTA) ist ein Science Center in Lüdenscheid in Nordrhein-Westfalen. Die Exponate stehen unter dem Motto „Forschen x Neugier = Spass²“. Ziel der Phänomenta ist es, Besuchern zu ermöglichen, grundlegende Phänomene durch eigenes Handeln zu verstehen. Die Phänomenta in Lüdenscheid wurde 1996 gegründet und basiert auf ihrem Vorbild in Flensburg.
Der Unterschied zu einem Technikmuseum besteht darin, dass es keine Sammlung zur Besichtigung und keine langen Texte zum Lesen gibt. Naturwissenschaften, mit Schwerpunkt auf Physik und Technik, sollen hier durch Experimentieren und Ausprobieren erlebt und begriffen werden. Daher sind die Exponate interaktiv und so gestaltet, dass sie keine Antwort vorwegnehmen. Begreifen mit allen Sinnen steht im Vordergrund.
Das Science Center grenzt direkt an die Innenstadt und an das Lüdenscheider Bahnhofsgelände, welches sich zu einem Lern- und Studienort entwickelt hat. Bahnhofsgelände und Phänomenta sind über eine Fußgängerbrücke direkt verbunden. Der Turm, welcher das Foucaultsche Pendel beherbergt, wurde am 8. Mai 2015 eröffnet und hat sich zu einer Landmarke der Stadt herausgebildet.

## Vorgeschichte
Professor Fiesser entwickelte das Konzept der Phänomenta und realisierte es 1985 in einer Ausstellung innerhalb der Universität in Flensburg. Wenige Jahre später entstand ein eigenes Haus, welches noch heute die Phänomenta Flensburg beheimatet. Sie wurde schließlich wichtiges Vorbild und Namenspatin für die Entstehung der Ausstellung in Lüdenscheid. Eine weitere Inspiration liegt in dem Exploratorium in San Francisco, welches 1969 von Frank Oppenheimer eröffnet wurde. Es handelt sich dabei um das erste Science-Center der Welt, welches auch heute noch in Betrieb ist. Zusätzlich zu einer Ausstellung bietet das Exploratorium auch ein „Cookbook“ an, in welchem die Experimente dargestellt werden und das zum Nachbauen anregt. Während sich die angelsächsischen Science-Center an Oppenheimer orientierten, stand für Professor Fiesser der eher anthroposophische Ansatz von Hugo Kükelhaus Pate. Kükelhaus war als Tischler, Künstler und Pädagoge sehr darauf bezogen menschengerechte Gegenstände und Architektur voranzutreiben. Dazu gehörte auch die Umsetzung des Erfahrungsfeld zur Entfaltung der Sinne. Hier sind Besucher dazu eingeladen sich inspirieren zu lassen, selbst zu experimentieren und zu forschen. Zwar sprechen die Erfahrungen hier explizit verschiedene Sinne an, anstatt sich auf naturwissenschaftliche Phänomene zu beziehen, allerdings ist die Methodik der eines Science-Centers nicht unähnlich. Selbstbestimmtes Lernen und Erleben stehen im Vordergrund, während keine Antworten oder Nutzungsarten vorgegeben werden. Dieser Ansatz des eigenständigen Lernens und des Forschens ohne Vorgaben und feste Regeln, war Inspiration für die Gründung der Phänomenta Lüdenscheid.

## Gründung
In den 1990er-Jahren fing ein kleines Team engagierter Bürger mit verschiedenen Berufshintergründen an, die Realisierung einer eigenen Phänomenta in Lüdenscheid in Gang zu setzen und gründete den gleichnamigen Verein. Dazu zählten mitunter Lehrer, Ingenieure, Architekten und Pädagogen. Zu Beginn bestand das Angebot der Phänomenta aus sechs Exponaten, welche in einer Wanderausstellung in der Stadtbibliothek, aber auch an anderen Orten in der Stadt, ausgestellt wurden. 1996 beschloss der Verein, dass die Ausstellung einen festen Standort benötigt. Hierfür wurden Etagen der ehemaligen Ernst Grüber Fabrik angemietet und kurze Zeit später öffneten sich die Pforten der Phänomenta Lüdenscheid für die ersten Besucher, wo sie auch heute noch beheimatet ist. So wurde das erste Science-Center Nordrhein-Westfalens in Betrieb genommen. Zu diesem Zeitpunkt war die Ausstellung außerhalb Lüdenscheids noch weitestgehend unbekannt. In den Anfängen verließ man sich noch viel auf ehrenamtliches Engagement und die Ausstellung wurde vorwiegend von Lehrern betrieben und gefördert.
Ziel der Ausstellung war und ist es, Naturwissenschaften für alle begreifbar zu machen. So wie es die Phänomenta Flensburg und das Exploratorium in San Francisco vorleben. Grundgedanke aller Ausstellungen ist die Anwendung der Hands-On-Pädagogik. Besucher sind ausdrücklich aufgefordert, die Exponate anzufassen und auszuprobieren. Hilfestellung bieten ihnen die Handlungsanregungen an den einzelnen Stationen. Diese dienen dazu, jedem Besucher eine Weisung zu geben, wie ein Exponat genutzt werden kann. Sie nehmen jedoch nicht die Lösung vorweg. Lösungen oder Erklärungen zu den Exponaten können stattdessen an Vertiefungsstationen oder vom Personal erhalten werden. Dieses Konzept startete in den 1990er Jahren und wird bis heute so weitergeführt.
Zu dieser Pionierzeit der Phänomenta Lüdenscheid wurden alle Exponate speziell für die Ausstellung in der eigenen Werkstatt konzipiert und hergestellt.

## Erweiterung der Phänomenta

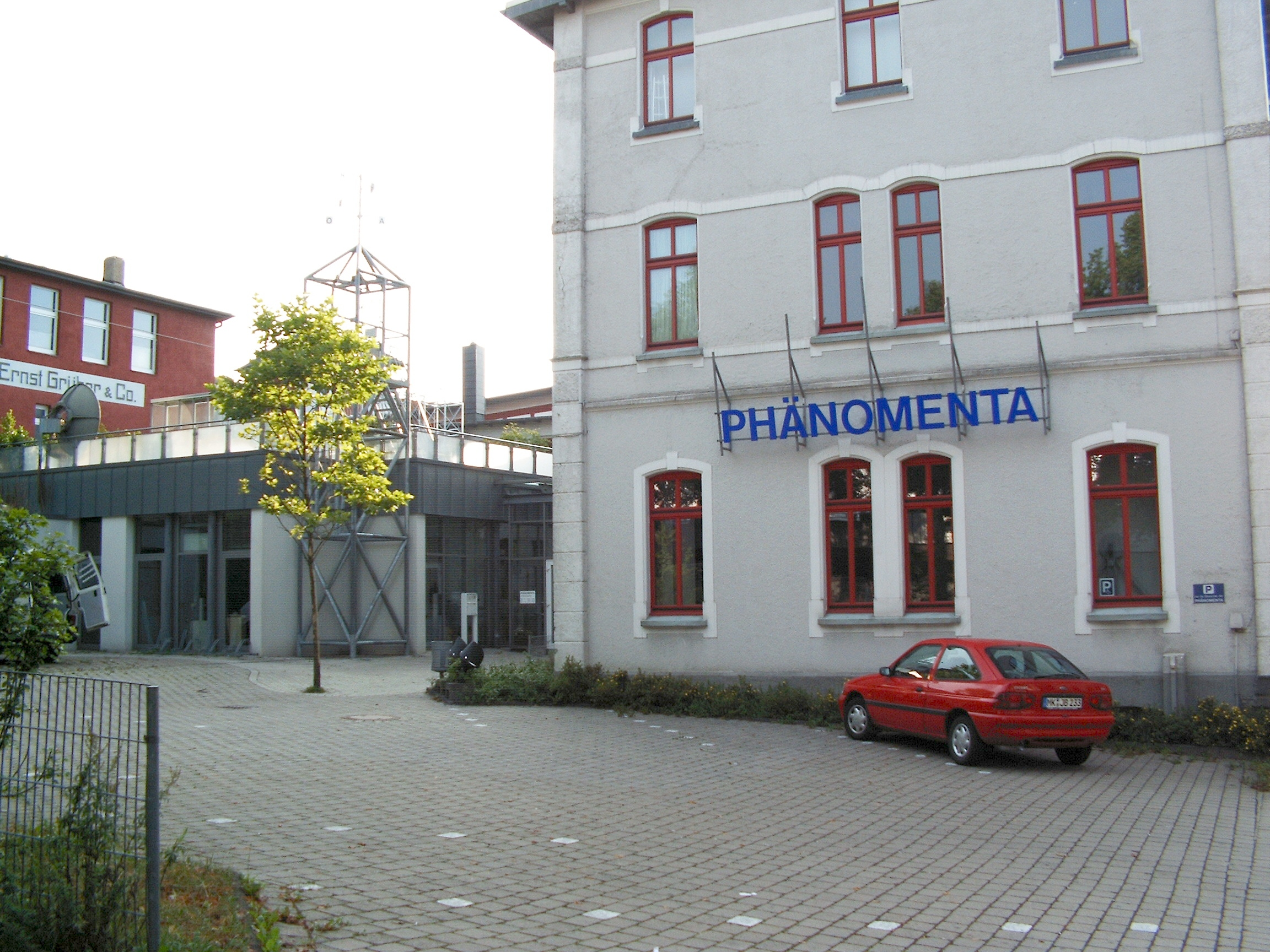
Phänomenta-Gebäude vor dem Umbau ab 2013

In den folgenden Jahren kamen zahlreiche Exponate hinzu. Erneut entstand ein Großteil in der eigenen Werkstatt. Im Laufe der Zeit wurde daraufhin der verfügbare Platz immer weniger. Während die Phänomenta zum Start noch als eine Ausstellung auf einer Etage der alten Fabrik begann, so übernahm sie im Laufe der Zeit das gesamte Gebäude. Seit 2000 wird das Science Center durch die „Stiftung Phänomenta Lüdenscheid“ getragen. Der Verein übernahm eine beratende und unterstützende Rolle. Im selben Jahr kam ein moderner Anbau hinzu, der das Café beherbergen sollte. Allerdings war auch diese Erweiterung nicht genug, da die Platznot im Jahr 2009 dazu führte, dass das Gebäude des benachbarten Steinmetzbetriebs erworben wurde.
Im Rahmen der Regionale 2013 „415 m über NN Denkfabrik“ begannen 2008 die Arbeiten für die bislang neuste Erweiterung der Phänomenta. Im Laufe dieses Projekts kam es zu einer Überplanung des Bahnhofsgeländes: das Technikzentrum Südwestfalen, der Neubau der DIAL, die Fachhochschule Südwestfalen, das Entwicklungs- und GründerCentrum EGC, als auch eine Fußgängerbrücke, welche Phänomenta und Bahnhof verbindet, wurden errichtet. Zusätzlich umfassten die Arbeiten einen Neubau für die Phänomenta, samt 75 Meter hohem Turm, welcher das größte begehbare Kaleidoskop Europas beherbergt.
Die Regionale 2013 eröffnete auch über die „Denkfabrik“ mit ihren einzelnen Bausteinen, insbesondere mit der Fachhochschule, eine gute Vernetzungsmöglichkeit mit den naturwissenschaftlichen Experimenten der Phänomenta.
Seit der Neueröffnung 2015 wird die Phänomenta durch verschiedene Workshops, Lesungen sowie Wechselausstellungen ergänzt.

## Turmbau und Kugelbahn

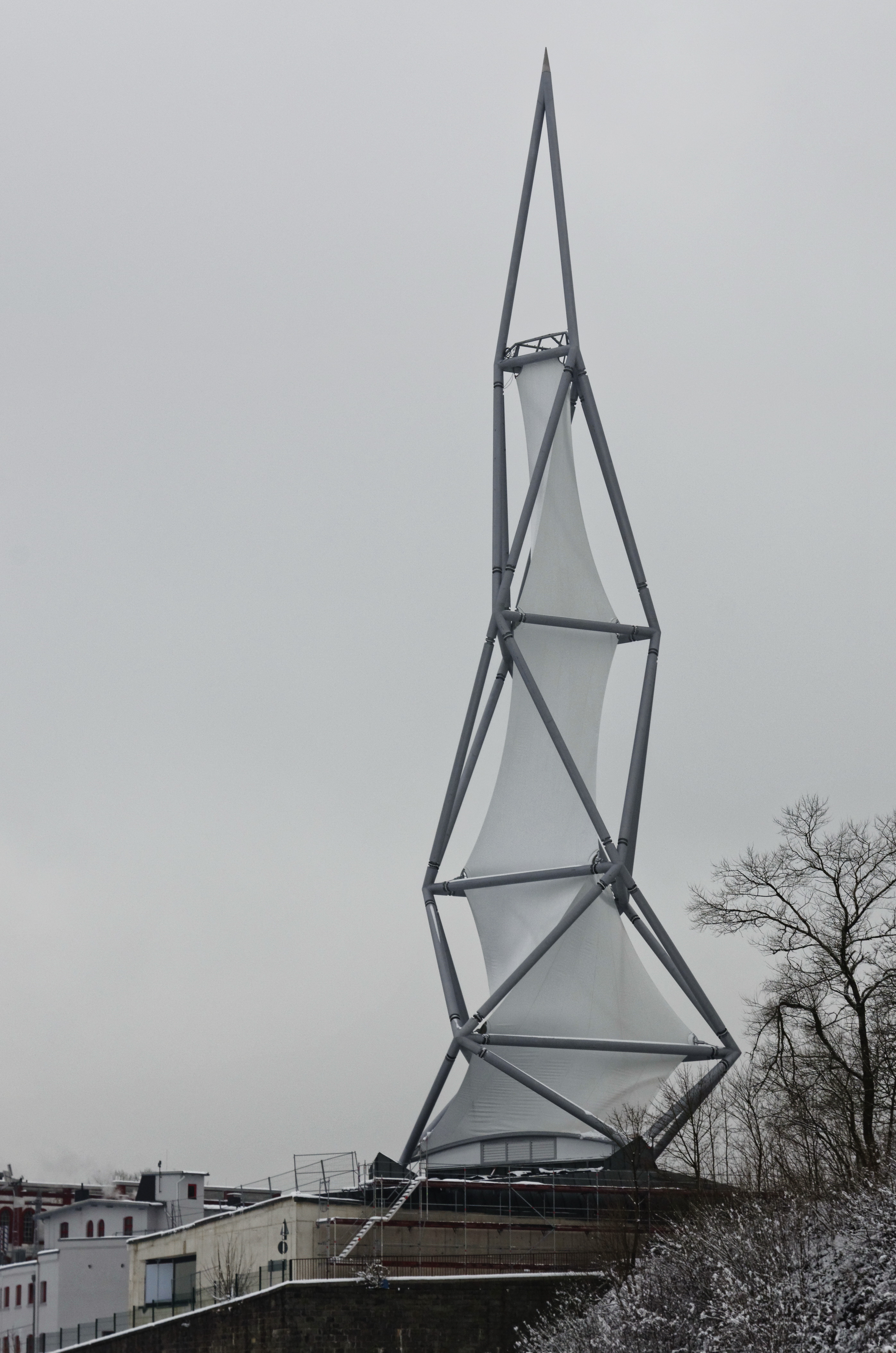
Turm der Phänomenta in der Bauphase im Februar 2015

Der Turm stellt heute das Markenzeichen der Phänomenta Lüdenscheid dar und war bereits ab 1998 in Planung. Grund hierfür war die Planung des Foucaultschen Pendels, welches einen angemessenen Standort benötigte, um zu funktionieren. Allerdings war zu diesem Zeitpunkt eine Realisierung noch ausgeschlossen, da die benötigten Mittel zur Verwirklichung nicht zur Verfügung standen.
Die Idee für Pendel und Turm wurden allerdings nie aufgegeben, weshalb es mehrere Anläufe gab, diese zu realisieren. Bereits vor der Regionale 2013 gab es einen Versuch durch lokale Sponsoren einen begehbaren Turm für das Pendel zu schaffen. Als 2013 die Regionale in den Startlöchern stand, bewarb die Stadt Lüdenscheid sich und fand über das Projekt „Denkfabrik“ einen Weg, um die Phänomenta um den Turm zu erweitern. Im Rahmen desselben Projekts entstand auch die Fußgängerbrücke, welche eine direkte Verbindung zwischen Phänomenta und Bahnhof bildet.
Im Laufe der Planungsarbeiten wurden 16 verschiedene Standorte in Betracht gezogen, bis es möglich war sich auf den heutigen Standort zu einigen. Einer der Gründe für die Unsicherheit bei der Standortplanung ist die Lage der Phänomenta. Aufgrund des nahegelegenen Bahnhofs kamen Zweifel auf, ob das Pendel unbeeinflusst schwingen und die geplante Konstruktion funktionieren kann. Da ein Foucaultsches Pendel dauerhaft schwingen soll, können bereits kleine Vibrationen z. B. durch ankommende Züge ein Problem darstellen. Allerdings stellte sich nach mehreren Gutachten heraus, dass die Konstruktion am heutigen Standort keine Probleme diesbezüglich verursachen sollte. Die Bauarbeiten wurden 2015 beendet. Dass die Phänomenta nun mit einem Turm und einem Foucaultschen Pendel ausgestattet ist, ist dem kontinuierlichen Einsatz von Walter Hueck zu verdanken.
Im Zuge des Neubaus, galt es eine 20 Meter lange Freifläche im Foyer mit einem Exponat auszustatten. Es kam die Idee auf, eine Kugelbahn zu errichten, welche gleichzeitig als Einführung für die Ausstellung fungiert und diese widerspiegelt. Gedanke dahinter war, dass die Bahn eines der ersten Exponate ist, welches den Besuchern beim Betreten ins Auge fällt.
Die Kugelbahn spiegelt verschiedene physikalische und mathematische Themenbereiche wider. Mechanik und Kinematik werden z. B. durch die sich bewegenden Zahnräder und Bälle dargestellt. Die Verteilung der Bälle auf die verschiedenen Bahnen demonstriert wiederum die Stochastik und das Ende der Bahn verbildlicht das Binärsystem. Jeder Besucher kann sich intensiv mit der Bahn beschäftigen, um die Zusammenhänge zu erfassen. Allerdings kann die Kugelbahn auch einfach bestaunt werden, ohne tiefer in die Materie einzutauchen. Die Neugier einer jeden Person ist das, was die Besucher zum Forschen treiben soll.

## Kaleidoskop und Pendel

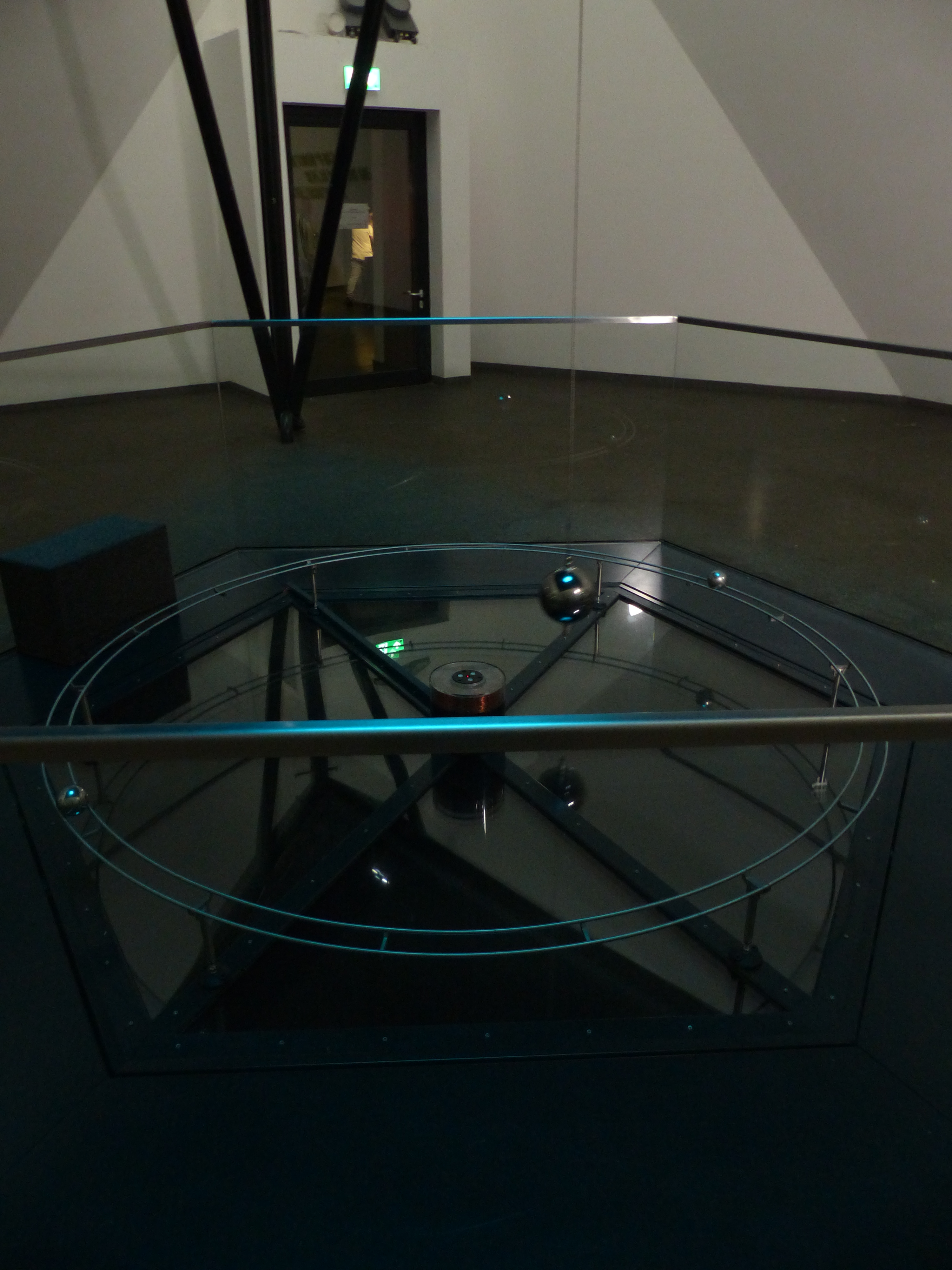
Foucault-Pendel im Inneren des Turms

Im 75 Meter hohem Turm befindet sich auch das Pendel der Phänomenta. Das Pendel war wie der dazugehörige Turm bereits seit 1998 in Planung, ließ sich aber bis zur Regionale 2013 nicht realisieren. Es handelt sich hierbei um ein rund 28 Meter langes, sphärisches Pendel. Ein solches Pendel diente 1851 dem französischen Wissenschaftler Léon Foucault als Beweis der Erddrehung. Schwingt das Pendel, so behält es nicht seine geradlinige Bahn bei, sondern fängt an eine enge Rosettenbahn zu beschreiben. Dies passiert, da sich die Erde unter der Schwingungsebene des Pendels wegdreht und aus der Sicht einer Person, die sich mit der Erde zwangsläufig mit dreht, dafür sorgt, dass die Bahn abgelenkt wird. Die Ablenkung führt man auf die Corioliskraft zurück, welche sich aus der Trägheitskraft des schwingenden Pendels bildet. Hiermit steht es im wortwörtlichen Mittelpunkt der Ausstellung im Neubau der Phänomenta und stellt die Rotation der Erde um ihre eigene Achse dar.
Um den Bau des Foucaultschen Pendels zu planen, wurde Prof. Schön von der Humboldt-Universität zu Berlin herangezogen. Dieser hatte die Idee, das Pendel nicht wie sonst oft üblich Dominosteine umwerfen zu lassen, um den Fortschritt der Rotation aufzuzeigen. Sein Plan beinhaltete stattdessen zwei Kugeln, welche vom Pendel auf einer Kreisbahn vorangeschoben werden. Da so aber regelmäßig Energie das Pendelsystem verlässt, war ein System nötig, mit dem die verlorene Energie wieder in das System geführt werden konnte, da das Pendel ansonsten bereits nach einigen Stunden stillstehen würde. Als Lösung wurde ein Elektromagnet eingesetzt, welcher dem Pendel, in einem festgelegten Rhythmus, einen Schub gibt, wenn es ihn passiert. Allerdings kamen Zweifel auf, ob diese Lösung in der Praxis funktionieren würde. Bei einer Kollision zwischen Pendel und Kugeln gibt es immer eine kleine Ablenkung. Ist diese zu groß, passiert das Pendel den Magneten nicht mehr mittig. Das würde dafür sorgen, dass die Ablenkung größer und größer werden würde. Sollte das passieren, wäre der eigentliche Sinn eines Foucaultschen Pendels nicht mehr erfüllt. Deshalb gab es auch Zweifel an der Position des Turms in der Nähe des Bahnhofs, da unsicher war, ob die Vibrationen durchfahrender Züge ein Problem darstellen würden. Es stellte sich aber nach mehreren Gutachten heraus, dass weder der Bahnhof noch die Kollisionen mit den Kugeln die Bahn verfälschen würden, und das Pendel konnte wie geplant gebaut werden.
An der Spitze des Turms, um den Aufhängungspunkt des Pendels herum, ist das Kaleidoskop der Phänomenta angebracht. Die Idee zu diesem entstand während der Planungsphase des Pendelturms. Den wie auch im Foyer des Neubaus gab es hier eine Fläche, welche noch ungenutzt war. Doch während der Planung kam spontan die Idee auf, die Mechanik des Pendels mit Optik zu verbinden und somit zwei Themengebiete der Phänomenta zu vereinen. Um dies zu bewerkstelligen, plante man zusätzlich zum Pendelbau, den Bau des Kaleidoskops.
In 28 m Höhe befinden sich die Spiegel des Kaleidoskops. Es handelt sich hierbei um das größte begehbare Kaleidoskop Europas. Zu beobachten sind Pendel als auch Kaleidoskop aus zwei verschiedenen Standpunkten. Zum einen ist es möglich in das Innere des Turms zu gehen und sich auf eine Höhe mit dem Pendel zu begeben. Von hier ist es sowohl möglich das Pendel näher zu betrachten als auch in den Turm hinauf auf das Kaleidoskop zu schauen. Die zweite Möglichkeit befindet sich direkt unterhalb des Turms. Im Erdgeschoss des Neubaus befindet sich ein Raum, das sogenannte Phänorama. Ein Teil der Decke des Raums ist aus Glas und bildet den Boden direkt unter dem Pendel. Hier kann von unten auf das Pendel und in den Turm hinaufgeschaut und die eigene Spiegelung in der Turmspitze betrachten werden.

## Phänorama
Direkt unterhalb des Turms befindet sich das Phänorama. Der Begriff ist eine Wortschöpfung der Phänomenta. Er setzt sich zusammen aus den Worten Phänomen und Panorama. Das Phänorama ist ein runder Raum. Hier projizieren neun Beamer Panoramabilder von Lüdenscheid und Umgebung auf eine 42 Meter lange 360°-Leinwand. Die Bilder werden von acht Kameras, welche sich auf der nahegelegenen Christuskirche befinden, aufgenommen. Zusätzlich finden sich in dem Raum neun Touchpanels, an welchen Besucher verschiedene Inhalte abspielen können. So werden zum Beispiel Beiträge über Innovationen aus der Region, Firmen, Menschen und Orte, die die Stadt einst prägten und heute von Bedeutung sind, für Besucher zugänglich gemacht. Die Inhalte werden direkt auf die 360°-Leinwand projiziert, sodass der Betrachter die gesprochenen Geschichten vor dem Hintergrund des Phänorama auf sich wirken lassen kann. 60 nahe und ferne Orte auf dem Stadtfries vor der 360°-Leinwand helfen dabei, sich vom Standpunkt Lüdenscheid aus zu orientieren. Das Phänorama wird auch zu gegebenen Anlässen als Veranstaltungsort vermietet. So fand zum Beispiel die Kleinkunstshow „Kunst gegen Bares Lüdenscheid“ bereits mehrmals im Phänorama statt.

## Themenfelder der Ausstellung
Die Ausstellung der Phänomenta ist in 10 verschiedene Themengebiete aufgeteilt. Außer dem Phänorama befassen sich alle anderen Themengebiete mit naturwissenschaftlichen Phänomenen. Der Bereich „Farbforschen“ befasst sich mit den Interaktionen von Farben miteinander. Darauf folgt die Abteilung „Von Strahlen und Spiegeln“. Hier können Besucher mit Licht und Spiegeln die Welt auf eine andere Weise wahrnehmen. „Hin und Her“ umfasst alle Exponate, die sich mit Schwingungen befassen. Passend dazu beheimatet „Im Takt der Zeit“ das Foucaultsche Pendel im Turm und das Phänorama im EG. Direkt im Anschluss befindet sich „Bewegte Welt“. Alles hier dreht sich um Bewegung und Kinematik. Wie zu vermuten, geht es in „Unter Strom und Spannung“ um Elektrizität. Bei „Sehen Hören“ werden optische und akustische Illusionen und Akustik im Allgemeinen erfahrbar gemacht. Magnetfelder und ihre Effekte sind in „Magische Magnete“ zu finden. „Luftbahnen“ macht die Effekte von Luftströmungen sichtbar. Im letzten Themenbereich „Kraftspiel“ können Besucher dann die Zusammenhänge zwischen ihrer eigenen Kraft und dem Effekt auf das Exponat untersuchen. Die Themenfelder sind so aufgebaut, dass sie nahtlos von einem Thema, in das nächste über gehen. So grenzen zum Beispiel die Bereiche „Farbforschen“ und „Von Strahlen und Spiegeln“ aneinander. Der Zusammenhang zwischen den beiden ist, dass sie sich mit Optik und Licht befassen. Die Vertiefungsstationen der verschiedenen Bereiche sind farblich unterscheidbar. Themen, die miteinander im Zusammenhang stehen, wie im oben genannten Beispiel, tragen dieselbe Farbe.

## Lüdia

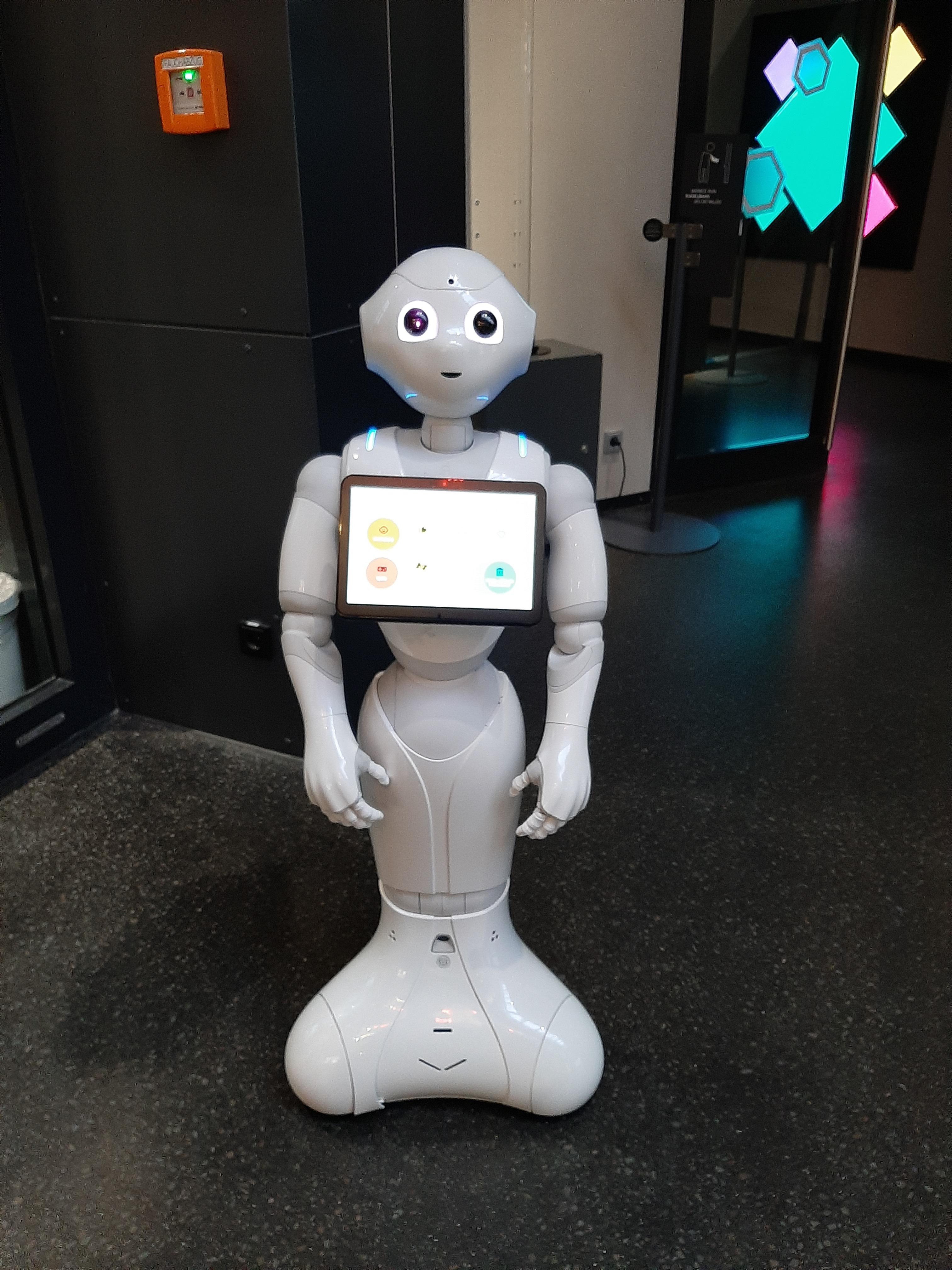
Humanoider Roboter Lüdia in der Ausstellung der Phänomenta Lüdenscheid

Um sich gegenüber anderen Science-Centern hervorheben zu können, suchte die Phänomenta Lüdenscheid nach einem Alleinstellungsmerkmal in Richtung Digitalisierung. Nach längerer Suche kam die Idee auf einen humanoiden Roboter in die Ausstellung zu bringen. Das erste Robotermodell fand seinen Platz in der Phänomenta im Jahr 2018. Es stellte sich aber heraus, dass das Modell sich nicht mit den Vorstellungen der Phänomenta vereinen ließ. Dies führte dazu, dass der Hersteller des Roboters direkt kontaktiert und um ein anderes Modell gebeten wurde. Der neue Roboter fand dann leicht seinen Platz in der Ausstellung und wurde schnell ein Publikumsliebling. Nach einiger Zeit in der Ausstellung war der Roboter allerdings immer noch namenlos. Die offizielle Bezeichnung des Modells lautet „Pepper“, allerdings ist dies der universell genutzte Name für diesen Roboter und nicht ein Eigenname eines Standorts. Um dies zu ändern wurde ein Online-Poll veranstaltet, um einen Namen von den Besuchern auswählen zu lassen. Das Ergebnis der Umfrage führte zu einem eindeutigen Gewinner und der Roboter wurde auf den Namen „Lüdia“ getauft, welcher den Standort der Phänomenta in Lüdenscheid reflektiert. Der humanoide Roboter steht für Robotik-Aktivitäten in der Phänomenta. In Workshops und in den Ferien werden in Zukunft interessierten Kindern und Familien der Einstieg in die Robotik nähergebracht.

## Phänomenta 2020 – Digitalisierung und Zukunft
Heutzutage finden sich in der Phänomenta Lüdenscheid über 180 Exponate auf 4000 m² Ausstellungsfläche, auf 3 Ebenen plus Außenbereich. Neben dem Ausstellungsbesuch bietet die Phänomenta auch buchbare Räume, Speisen und Getränke im hauseigenen Café, Kindergeburtstage und Sonderstationen an. Diese werden über die Phänomenta Website beworben.
Um das Angebot zu erweitern und mit dem Zeitalter der Digitalisierung zu folgen, wurden mehrere Projekte gestartet. So werden z. B. Workshops geplant, welche den Einstieg in die Robotik erleichtern. Außerdem ist der Aufbau eines 3D-Druckers innerhalb der Ausstellung als Exponat in Planung. Dieser soll bis Mitte Oktober 2020 in die Ausstellung eingezogen sein. Zwar könnten Besucher, aus Sicherheitsgründen, nicht direkt mit diesem interagieren, allerdings kann beobachtet werden, wie ein 3D-Drucker arbeitet und ein Modell des Phänomenta-Turms fertigt. An einzelnen und meist schwer verständlichen Exponaten befinden sich QR-Codes, die dazugehörige Erklär-Videos für die Besucher abspielen.
Des Weiteren wurden die Sonderstationen um eine VR-Brille erweitert. Hier können Besucher einen Einblick in virtuelle Realitäten bekommen und zum Beispiel versuchen den Phänomenta-Turm nachzubauen. Auch der virtuelle 360°-Rundgang auf der Phänomenta Website soll erweitert werden. Es ist geplant diesen, um einen VR-Zugang zu erweitern, so dass ein Rundgang mit einer VR-Brille durchgeführt werden kann.
Außerdem ist auch eine Erweiterung des Angebotes um Themengebiete außerhalb der Physik geplant. Seit 2020 steht das Projekt „Aquaponik“ in den Startlöchern, welches vorsieht eine Aquaponik Anlage für die Phänomenta als Exponat zu bauen. Dadurch sollen Besucher den Zusammenhang zwischen Aquakulturen der Fischzucht und Hydrokulturen der Pflanzenzucht erleben und verstehen, wie diese sich ergänzen können.
Die Phänomenta Lüdenscheid hat eines von nur zwei hochformatigen Autobahnschildern in ganz Deutschland. Das Schild bildet das Wahrzeichen der Phänomenta, den Turm, ab.

## Phänomenta International
Des Weiteren war die Phänomenta Lüdenscheid aktiv daran beteiligt in Bangkok unter der Federführung von Nanmeebooks (dem zweitgrößten Buchverlags in Thailand) eine verkleinerte Ausgabe der Lüdenscheider „Phänomenta“ in einer 500 Quadratmeter großen Halle aufzubauen. Die Exponate aus der Phänomenta in Lüdenscheid ermöglichten den Thailändern den Nachbau der Stationen mit Materialien aus dem eigenen Land. Mit 20 ausgesuchten Experimentierstationen wurde dies nach und nach in die Tat umgesetzt. Die Schwierigkeiten lagen in der Materialbeschaffung, den klimatischen Verhältnissen, aber auch in der Anpassung der Stationen an die Körpergröße und Feingliedrigkeit der Thailänder. Für die passende Kommunikation zwischen den Mitarbeitern stellte der Verlag Dolmetscher zur Verfügung. Die Eröffnung fand im November 2011 statt.
Seit 2018 unterstützt die Phänomenta Lüdenscheid die Ethiopian Academy of Science in Addis Abeba, der Hauptstadt Äthiopiens, darin, ein Children Science-Center zu eröffnen. Dies soll ein Teilbereich eines großen Science-Centers speziell für 4- bis 8-Jährige sein, welcher über 40 Exponate beherbergen soll. Im November 2019 wurden die ersten Exponate nach Addis Abeba losgeschickt. 2020 waren Mitarbeiter der Phänomenta vor Ort, um beim Aufbau zur Hand zu gehen, allerdings mussten diese aufgrund der COVID-19-Warnungen vorzeitig abreisen.

## Mini-Phänomenta
Die als Mini-Phänomenta bekannten Programme, in denen Exponate an Vereine, Schulen oder Unternehmen vermietet werden, laufen nicht direkt über die Phänomenta. Sie werden vom Arbeitgeberverband geführt und organisiert.